# Пирит
Пири́т (греч. πυρίτης λίθος, буквально «камень, высекающий огонь»), серный колчедан, железный колчедан — минерал, дисульфид железа химического состава FeS2 (46,6 % Fe, 53,4 % S). Нередки примеси Со, Ni, As, Cu, Au, Se и др.
Во времена золотых лихорадок из-за внешней схожести с золотом получил прозвище «золото дураков», «львиное золото», «кошачье золото», а также золотая обманка.
Пирит может замещать другие минералы или погребённые в породе органические остатки, образуя псевдоморфозы. Случай такого рода, когда пиритом было полностью замещено тело погибшего горняка, известен под названием «фалунский феномен».

## Свойства
Пирит кристаллизуется в кубической сингонии, образуя кубические, пентагондодекаэдрические, кубооктаэдрические, иногда октаэдрические кристаллы; на гранях куба характерна грубая штриховка, параллельная рёбрам. Часто образует округлые конкреции и псевдоморфозы по другим минералам и органическим остаткам. Пирит — парамагнетик, его магнитные свойства объясняются примесями магнитных элементов (Mn,Ni,Co).
Распространён преимущественно в виде сплошных масс, мелкозернистых агрегатов, прожилков, а в осадочных горных породах — желваков и стяжений различной формы. Цвет на свежем сколе светлый латунно-жёлтый до золотисто-жёлтого, со временем меняется до тёмно-жёлтого, часто с побежалостью, за счёт образования поверхностной окисной плёнки. Имеет металлический блеск. Обладает проводниковыми свойствами.
В осадочных породах пирит может замещать органические ткани, в частности, в костях ископаемых животных. Во влажной среде с доступом кислорода разлагается.
Твёрдость по шкале Мооса 6—6,5 (уменьшается при повышении содержания никеля); плотность 4,9—5,2 г/см³, теплопроводность = 47,8±2,4 Вт/(м К) при T=300 К; температура плавления 1177—1188 °C. Нерастворим в воде. Парамагнетик. Ауксетик.

## Распространение в природе
Пирит — один из самых распространённых в земной коре сульфидов. Большие его залежи сосредоточены в месторождениях гидротермального происхождения, особенно в серноколчеданных залежах, осадочных и метаморфических породах. Присутствие пирита в осадочных породах обусловлено тем, что он образуется в донных илах и известковых осадках закрытых морских бассейнов, подобных Чёрному морю, в результате осаждения железа сероводородом. Кроме того, пирит в небольших количествах образуется при магматических процессах. Он часто образует псевдоморфозы по органическим остаткам (по древесине и различным остаткам организмов). На земной поверхности неустойчив, во влажной среде кристаллы пирита со временем разрушаются, окисляясь до лимонита.
В золоторудных месторождениях золото часто связано с пиритом, как пространственно, так и в виде микроскопических включений в нём. Крупные месторождения золота в данном месте образовывались в определённый период эволюции Земли. Если возраст пирита в образце соответствует этому периоду, это может указывать, что образец — часть крупного месторождения золота. Поэтому при поиске месторождений золота, в частности, на Урале и Дальнем Востоке рекомендуется использовать датировку его спутника — пирита, особенно по концентрации гелия как продукта радиоактивного распада урана и тория.

## Месторождения
В России месторождения пирита имеются на Урале (Дегтярское, Калатинское и другие), на Алтае и в других районах. Месторождения пирита известны также в Казахстане, республиках Закавказья, Норвегии, Испании (Рио-Тинто), Италии, на острове Кипр, в США, Канаде, Японии. В качестве сопутствующего минерала пирит встречается в серых морских глинах и буроугольных месторождениях, в том числе — в Центральной России. Но пирит не является самостоятельным предметом разработки и добывается попутно из колчеданных руд при обогащении флотацией связанных с ним более ценных полезных ископаемых.

## Применение
Пирит является старейшим сырьём для получения серной кислоты (за что и получил своё старое название серный колчедан), а также серы и железного купороса, но в последнее время редко используется для этих целей. Пирит применяется в качестве корректирующей добавки при производстве цементов. В огромных объёмах он извлекается при разработке гидротермальных месторождений меди, свинца, цинка, олова и других цветных металлов. Но переработка пирита в полезные компоненты обычно оказывается экономически невыгодной, и его отправляют в отвалы.
Греческое название «камень, высекающий огонь» связано со свойством пирита давать искры при ударе. Благодаря этому свойству использовался в колесцовых, а затем и в ударно-кремнёвых замках ружей и пистолетов вместо кремня (пара сталь-пирит).
Кристалл пирита, наряду с кристаллами некоторых других минералов, использовался в конструкции простейшего детекторного радиоприёмника в качестве детекторного диода благодаря свойству контакта «пирит-металл» пропускать ток по преимуществу в одном направлении.
- Пирит в раковине аммонита
- Кристаллы пирита
- «Пиритовый доллар», добытый в штате Аризона, диаметр 10 см
- Кубики пирита в породе
- Кристаллический кластер
- Раковина аммонита, замещённая пиритом
- Срастание пирита и пирротина, окрашенное РЭМ изображение